# Gabriele II da Camino
Gabriele II da Camino (1145 – 1186) è stato un nobile e militare italiano attivo nel dodicesimo secolo.

## Biografia
Figlio di Guecellone II da Camino e Sofia di Colfosco, morì a circa quarant'anni, a breve distanza dal padre col quale condivise le sorti.
Nell'estate del 1177 a seguito del genitore fu tra i convenuti a Venezia per la firma del trattato di pace tra Federico Barbarossa e la lega lombarda.
La sconfitta della coalizione imperiale a cui avevano aderito li costrinse negli anni successivi ad accettare la sottomissione alle principali autorità comunali del trevigiano: i due risultano quindi aver preso cittadinanza a Conegliano (1179) e quindi costretti a dichiararsi cittadini di Treviso (1183) accettandone la giurisdizione su tutti i propri possedimenti.
La morte ravvicinata di Gabriele e Guecellone complicò ulteriormente la situazione della famiglia, le cui redini furono prese dai figli di Gabriele, all'epoca ancora bambini o adolescenti.

## Discendenza
Gabriele ebbe questi figli da una certa Engelenda:
- Guecellone IV;
- Gabriele III;
- Biaquino II;
- Alberto (o Tolberto);
- Gerardo.